# Gherardo Bonetto
Gherardo Bonetto (Padova, 17 giugno 1966) è un ex cestista italiano.
È il giocatore con il maggior numero di presenze nella storia del Petrarca (più di 400), nonché il miglior marcatore di sempre (oltre 7.000 punti).

## Biografia
È il figlio di Justo Bonetto.

## Carriera
Debutta con la maglia del Petrarca a 15 anni nella stagione 1980-1981, dove gioca fino al 2001 a intervalli. Nel 1990-1991 è il miglior marcatore della Serie B2 con 25,7 punti di media, nel 1992-1993 è capocannoniere con 23,9 punti a partita in Serie B1, e nelle due stagioni di Serie A2 è il primo degli italiani nella classifica dei punti realizzati.
In totale ha giocato con il Petrarca per 15 campionati.
Inoltre ha giocato per il Vicenza e per il Ponte di Brenta in Serie C2.